# Dirades latibrunnea
Dirades latibrunnea är en fjärilsart som beskrevs av W. Warren 1896. Dirades latibrunnea ingår i släktet Dirades och familjen Uraniidae. Inga underarter finns listade i Catalogue of Life.